# Administración del Club Social de Deportes Rangers

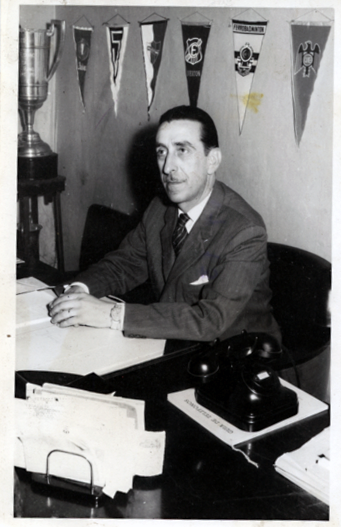
Héctor del Solar fue uno de los presidentes más influyentes del club.

Actualmente el Club Social de Deportes Rangers es administrado en su forma profesional por Rojinegro S.A.D.P., a veces escrita como Rojinegro S.A.D.P y Filial, con base en la ciudad de Talca, Chile. La Actividad principal de la sociedad es exclusivamente la organización, producción, comercialización y participación en actividades deportivas de carácter profesional y en otras relacionadas o derivadas de estas, en los términos dispuestos por la Ley N° 20.019.
Durante casi toda su historia, el club estuvo dirigido por socios, quienes conformaban una directiva dedicada exclusivamente a la dirección y manejo de todo lo relacionado con el club, ya fuera en lo deportivo, infraestructura, etc. Sin embargo, a finales de 2008 se decidió comenzar el proceso de quiebra, lo que conllevaría a que en 2010 el club fuera convertido en sociedad anónima deportiva y, consecuentemente, se conformara como una empresa.

## Corporación

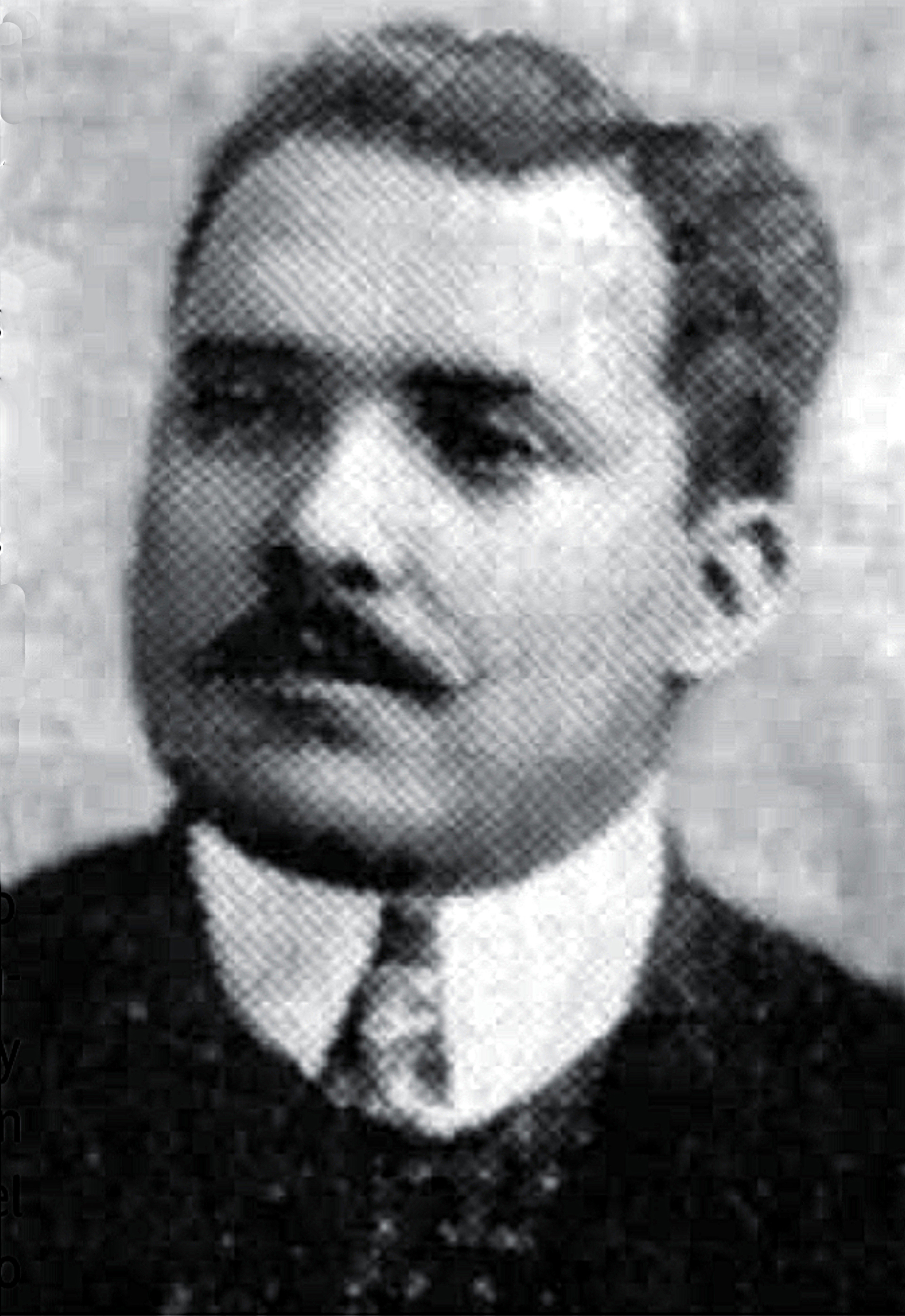
José María Bravo, el primer presidente del club.

Desde su fundación en 1902, Rangers se administró en forma de club y, posteriormente, corporación. Su estilo de fundación (un grupo de estudiantes que abrió su propio club por rebeldía) generó que estuviera abierto al público y, especialmente, estudiantes. Al ser estos estudiantes generalmente parte de la aristocracia de la ciudad, su organización como equipo fue tal que casi inmediatamente se contó con uniformes oficiales, seis años después ya comenzaría con el arriendo y compra de su primer recinto, la Cancha Holman; es decir, rápidamente se conformó una administración eficaz, liderada en primera instancia por José María Bravo y luego por Ricardo Wessel.
Ya con el pasar de los años, comenzarían a llegar socios externos a los estudiantes que fundaron el club. En 1924 el club contaba con 34 futbolistas, 2 tenistas, 8 socios honorarios y 79 pasivos. En 1932 se abriría la primera sede social del club, en plena plaza de armas de Talca, fomentando aún más la participación de los socios en el equipo. los jugadores también eran socios del equipo y, por lo tanto, participaban de las reuniones y asambleas. 
A su vez, durante principios de los años 20 se comenzaba con los primeros problemas dirigenciales, en 1922 y luego de un altercado con socios, Rangers inicia una "guerra" hacia la asociación de fútbol de Talca, lo que se traduciría, en 1924, en la salida del club de dicha asociación y posterior apertura de una nueva federación paralela a la ya existente, con algunos de los equipos más importantes de la ciudad, como Talca National y 18 de septiembre.  
En 1931 Rangers nuevamente es expulsado de la asociación de Talca, sin embargo fue restituido gracias a la intermediación de la Federación de Fútbol de Chile. Un par de años más tarde, y con el inicio del campeonato profesional nacional, Rangers nuevamente tendría problemas con la administración de la asociación local, generado por la no permisión para participar de dicho torneo, nuevamente debiendo intervenir la federación nacional.
En 1949 la administración de Hernán Correa se estremeció cuando, luego de varios años de espera, Rangers finalmente es invitado a participar del torneo nacional, siendo en este caso la División de Honor Amateur. En esta división se hacen grandes campañas, lo que genera que el club sea invitado rápidamente a lo que sería la naciente Segunda División. Ya para esta época presidía Rangers Héctor del Solar, uno de los dirigentes más destacados en la historia del club y el presidente con más años en la presidencia desde que se tienen registros. En el mismo año de su participación en Segunda División, 1952, Rangers estaría muy cerca de obtener el campeonato y, consecuentemente, se gana la posibilidad de participar en la Primera División. 

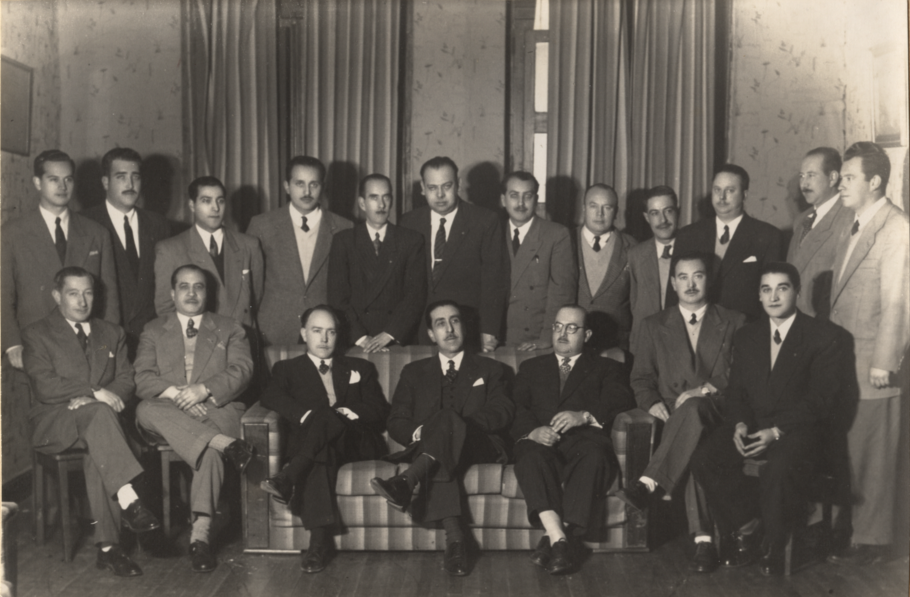
Directorio de Rangers para el estreno en el profesionalismo, 1953

La llegada del club a Primera división 1953 generaría un importante trabajo para la dirigencia piducana, ya que los esfuerzos debían multiplicarse en relación con años anteriores para poder hacer un campeonato positivo, además fue necesaria la adquisición de una sede que pudiera ser útil para los jugadores externos a Talca, y que sumado a esto, fuera un gran punto de encuentro para la oleada de nuevos socios que traería este logro. 
Sería en 1978 cuando la dirigencia del club, en ese entonces administrada por Manuel Chat, comienza a tener los primeros grandes problemas, cuando una fuerte crisis económica provocaría el no pago de los sueldos de los jugadores, conllevando a una huelga para un partido frente a Lota Schwager el 30 de agosto de ese año. Rangers debió presentarse con juveniles, provocando que el partido terminara 14 a 1 en contra, sin embargo el resultado oficial sería definido como un 1-0 por parte de la ANFP. Este problema además conllevó a que el presidente del club fuera encarcelado durante un breve periodo de tiempo y reemplazado provisionalmente por Oscar Guzmán.
Durante mediados de los 80, las buenas campañas del club permiten un pequeño respiro en lo económico, especialmente en los campeonatos destacados de 1983 y 1985, donde Rangers pelea la zona alta de la primera división.
Ya para inicios de los 2000 la situación de Rangers se veía bastante compleja. En 2002 los jugadores irían a la huelga siguiendo la huelga general indefinida de todos los jugadores del fútbol chileno llamada a finales de agosto, Rangers sería el primer equipo en despedir a jugadores por esto, incluyendo aquí al entrenador Óscar del Solar, lo que generaró un importante revuelo a nivel nacional. Sin embargo, el 17 de septiembre la huelga termina y los clubes que despidieron deportistas, entre ellos Rangers, se tuvieron que comprometer a reintegrarlos. Unos meses más tarde, los jugadores nuevamente estuvieron muy cerca de irse a huelga debido a sueldos impagos, sin embargo se lograría un acuerdo provocado por los resultados deportivos previos y el contexto del centenario del club.
A inicios de 2003 llegaría el empresario Fernando Jiménez a la directiva del club, prometiendo una fuerte inyección de presupuesto y la solución a los problemas económicos. Sin embargo, en 2006 el club sufriría la resta de puntos para la temporada 2007, nuevamente debido a sueldos impagos. Ese mismo año, y de forma inédita, el mismo Jiménez culparía a los jugadores de recibir pagos por dejarse perder, lo que habría catapultado el descenso del club, algo que los mismos futbolistas negarían rotundamente. Un par de meses después de este acontecimiento se llamarían a elecciones, donde Jiménez es superado por la lista liderada por Elías Vistoso, siendo esta la última elegida por votación y la última en durar más de 2 años. Siendo, además, la que definiría, a finales de 2008, el comienzo del proceso de quiebra. 
Desde el proceso de quiebra en adelante, la corporación Rangers perdería toda validez dentro de la administración de la marca Rangers, limitando su participación deportiva en el Club Deportivo Fútbol Joven Rangers FC, fundada el año 2007, la cual pasaría a convertirse en la única entidad dirigida por la Corporación, participando en la asociación Villa San Agustín de Talca, correspondiente a la ANFA. 
En octubre del 2017, Rojinegro S.A demandó a la corporación Rangers, argumentando el uso indebido de la marca registrada, en relación Ley 19.039 de propiedad industrial. Sin embargo, en enero del 2018, y con la llegada de Felipe Muñoz a la presidencia de la S.A, la empresa desiste de la demanda como un intento de "romper la barrera que siempre ha existido entre Rangers y el fútbol amateur de Talca".
A inicios del 2020, la corporación anuncia un histórico acuerdo de mutuo apoyo con la S.A.D.P de Rangers para colaborar en relación con la formación de jóvenes para la cantera. Posteriormente, en noviembre del 2021 se volvería a firmar un acuerdo de mutuo apoyo, sumando a la administración de la S.A al fútbol femenino y las otras ramas del fútbol joven que se encontraban fuera de su jurisdicción.

## La crisis de la corporación

### La quiebra
La difícil situación económica que durante años rondaba al club llegó a su punto más alto durante el año 2008. En la segunda mitad de la temporada llegaron al equipo refuerzos pagados por externos, ya que el club no podía costear a más contrataciones. Pese a esto, la asistencia de público para ver al equipo fue buena, los resultados deportivos fueron positivos y no hubo complicaciones por sueldos impagos al plantel y cuerpo técnico, aunque al llegar a la semifinal del Clausura 2008, el plantel se inquietó por los premios que querían recibir por llegar a esa fase del torneo.
Al terminar la participación de Rangers en el torneo se pensó que con los buenos resultados en cancha llegarían inversionistas que trasformarían al club en una sociedad anónima, pero el escenario financiero de la institución era crítico, ya que la millonaria deuda del club bordeaba los 1000 millones de pesos, entre acreedores previsionales y aportes personales de algunos dirigentes. Así, en la noche del 29 de diciembre de 2008 la cuarta Asamblea de Socios decidió la "única opción de salvar al club": Se votó por la quiebra, presentada por Arnoldo Sánchez, Roberto Becerra y Ricardo Cruz. Con 101 votos a favor, 35 en contra y 3 abstenciones, se acordó que Rangers pidiera a la justicia la quiebra, sería en marzo del año siguiente cuando esta opción se llevaría a cabo formalmente en la Corte de Apelaciones de Talca. Los propios Sánchez, Becerra y Cruz participaron en un directorio provisorio hasta la llegada de un Síndico de Quiebras, que tomó el control del club en el corto plazo.
El sindico de quiebras, Cristián Herrera, decidió a fines de 2009, y luego del escándalo del "Caso Rangers", rematar el club para así pagar, en parte, las grandes deudas que el club tiene con sus acreedores.

### El remate
El día 5 de enero de 2010 se inició el proceso de remate de Rangers. La subasta contempló los derechos federativos del club, trofeos, equipamiento deportivo y los pases de algunos jugadores. La postura mínima fue de $500 millones.
Luego de dos fallidos intentos, siendo el más llamativo el que tuvo la participación de la empresaria Gladys González (más conocida como la Cuca), el Club fue finalmente rematado el 26 de agosto de 2010, adjudicándoselo la sociedad anónima Piduco SADP, y cuyos asesores y representantes en la puja fueron Ricardo y Sebastián Pini. El Club fue vendido en $550 Millones.
Sin embargo, el Tercer Juzgado de Letras de Talca dejó sin efecto el remate, debido a supuestos vicios en el proceso. Pero el 2 de noviembre, la Corte de Apelaciones del lugar anuló este fallo y la Sociedad Anónima pudo tomar control del club. Durante esta última etapa, Rangers fue administrado por el síndico suplente Lionel Stone.

## Rojinegro S.A.D.P
Terminado el proceso de venta, y a falta de afinar ciertos detalles de escritura, la sociedad Piduco SADP, administrada por los hermanos Ricardo y Sebastián Pini, tomó el control total de Rangers el día 25 de noviembre de 2010.

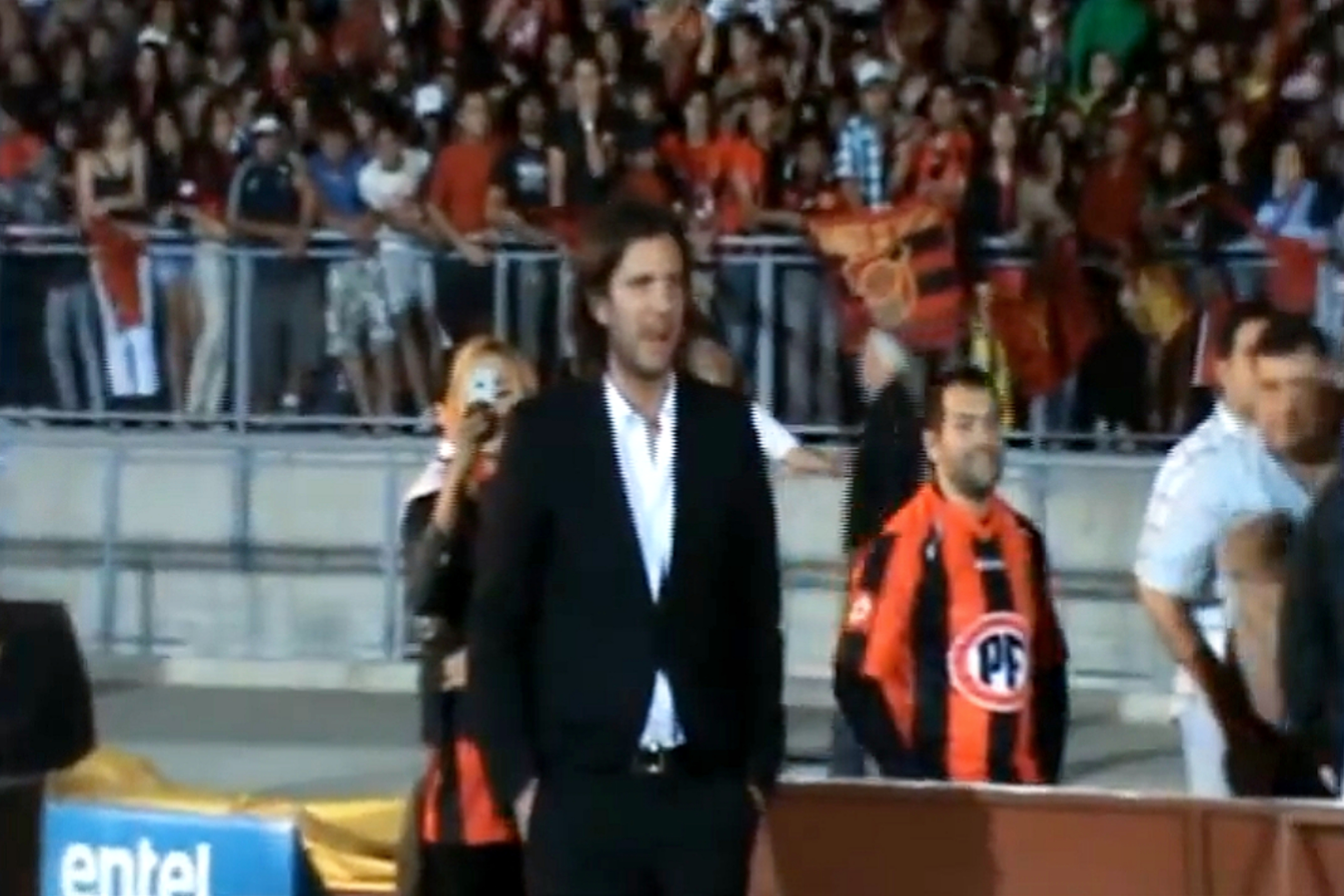
Ricardo Pini, primer presidente de Rojinegro S.A.D.P, en las celebraciones por el ascenso de Rangers el año 2011.

Entre los primeros actos de la nueva administración se destacaron la reestructuración del club a nivel deportivo y gerencial; un convenio con la Municipalidad de San Javier para utilizar su estadio mientras se remodela el Fiscal; el cambio de patrocinador con un nuevo diseño de indumentaria; y la contratación de un nuevo cuerpo técnico junto con la renovación casi total del plantel.
El año 2011, la administradora cambió su nombre a Rojinegro SADP.
Durante su estadía en Rangers, se obtiene el ascenso del 2011 y posterior buen campeonato del 2012, sin embargo, luego de esto, el club cae en una importante crisis deportiva, sumado a distintas situaciones que generaron sospechas en la administración. El año 2013 Rangers llega a Europa y Argentina, pero no por temas deportivos, sino que por temas legales, cuando algunos periódicos franceses, así como también la AFIP comenzaron a investigar al equipo y, principalmente, a la administración por triangulación de jugadores. En esta situación también estaba involucrada la S.A.D.P. de Unión San Felipe.

A principios de 2014, se comienza a gestar por parte de un grupo de empresarios talquinos, la compra del club rojinegro, en una sociedad compuesta por 6 empresas presididas por Jorge Yunge. Quienes comenzaron a realizar las gestiones correspondientes para acercarse a los hermanos Pini y poder adquirir el club Finalmente, el 9 de julio de 2014, poco tiempo después al descenso a la Primera B, dicha sociedad compra Rangers y el club vuelve a manos nacionales, siendo Oscar Cruz Icaza el accionista mayoritario con el 71% de las acciones, quien designaría a Jorge Yunge como presidente. Posterior a esta compra, la sociedad obtiene la marca Rangers, cedida por parte de Luis Silva de Balboa a través de Cormaule.

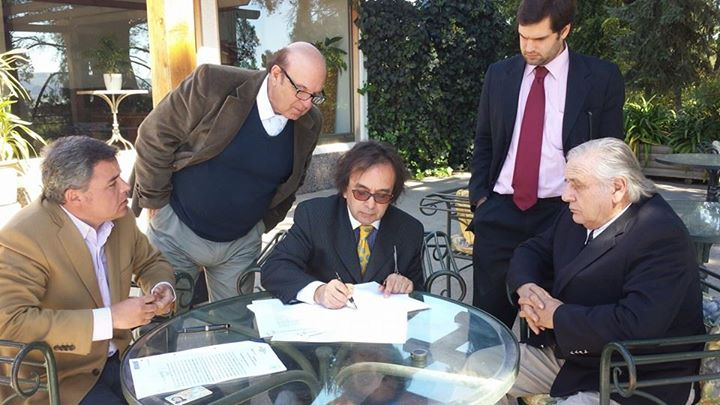
Firma del proceso de traspaso de la marca Rangers desde Luis Silva (al centro) hacia la sociedad de empresarios talquinos. En el extremo izquierdo se encuentra Jorge Yunge y a su lado Gabriel Court, ambos presidentes de Rangers mientras la sociedad talquina manejaba el club.

Durante 2015, Oscar Cruz vende gran parte de sus acciones, quedando Jorge Yunge como accionista mayoritario del equipo.
A mediados de 2017, Jorge Yunge deja la presidencia de Rangers y traspasa la totalidad de sus acciones a Inmobiliaria Serval SpA. En su reemplazo en la presidencia queda Gabriel Court, siendo la persona natural con la mayor cantidad de acciones (18,7%), Yunge queda como vicepresidente del club.
En enero de 2018 el empresario Felipe Muñoz Rodríguez, entonces presidente de Deportes Copiapó, compró el 99,81% de las acciones del club mediante su empresa «Inversiones e Inmobiliaria Santa Elena Ltda». Al poco tiempo dejó el cuatro atacameño y asumió la presidencia de Rangers.
En mayo de 2020, Jorge Yunge, quien aún estaba asociado a la directiva y aún era accionista de Rangers mediante «Inmobiliaria Los Cipreses», abandona de forma definitiva al club para ingresar al directorio asignado de la ANFP. En el caso de las acciones, la totalidad de estas fue traspasada a Margarita Parot.

### Directorio y administración
Desde el 7 de noviembre de 2023, el directorio y la directiva se componen por:
| - Presidente: Felipe Muñoz Rodríguez - Vicepresidente: Constanza Muñoz Ahumada - Secretario: Mauricio Jorquera Loyola - Directores: Esteban Vargas López, Muriel Rodríguez Vargas y Verónica Arriagada Bustamante | - Presidente: Felipe Muñoz Rodríguez - Gerente General: Nicolás Vilos Fredes - Director Deportivo: Mauricio Segovia Piffautt - Gerente de Marketing y Comunicaciones: Gonzalo Lara Santander |

### Propiedad y control
Las acciones de la Sociedad Anónima están inscritas en la Comisión para el Mercado Financiero (CMF) con la circular N.º 201. Actualmente se compone de 369 418 acciones. Todas las acciones son pertenecientes a dos empresas inversionistas, siendo Inversiones e Inmobiliaria Santa Elena aquella con la mayor cantidad de acciones y, por lo tanto la sociedad controladora. En representación de dicha sociedad se erige Felipe Muñoz como el presidente.
La estructura accionaria de la sociedad se divide en dos empresas:
- Inversiones e Inmobiliaria Santa Elena Ltda. con un total del 99,81% de las acciones (368.710)
  - Felipe Muñoz Rodríguez: 90%
  - Verónica Arriagada Bustamante: 9,9%
  - René Arriagada Aránguiz: 0,1%
- Inmobiliaria Los Cipreses SpA, con el 0,19% de las acciones (708)
  - Margarita Parot Barriga: 95%
  - Cristina Aravena Muñoz: 5%

## Historial de presidentes y administradores
Corporación
- José María Bravo*
- Jorge Donoso*
- León Borle*
- Ricardo Wessel*
- Guillermo Donoso*
- Raúl Castro*
- Salustio Calderón*
- Rolando Labra*
- Marcial Cruz*
- Roberto Rodríguez*
- 1930-1931: Armando Zúñiga
- 1931-1932: Luis Zegers
- 1932-1933: Carlos Beytía
- 1933-1934: Constantino Cruz
- 1934-1934: Roberto Donoso
- 1934-1937: Roberto Soto
- 1937-1938: Enrique Monti
- 1938-1939: Roberto Donoso
- 1939-1942: Abel Bravo
- 1942-1950: Hernán Correa
- 1950-1959: Héctor del Solar
- 1959-1961: Armando Pozo
- 1961-1965: Salustio Sánchez
- 1965-1968: Galo Lavín
- 1968-1970: Javier Fernández
- 1970-1971: Raúl Covarrubias
- 1971-1972: Jorge Rivera
- 1973-1973: Miguel Donoso
- 1973-1975: Jorge Zaror
- 1975-1976: Ricardo Cruz
- 1976-1977: Guillermo Moor
- 1977-1978: Manuel Chat
- 1978-1980: Oscar Guzmán
- 1980-1981: Sergio Abdala
- 1981-1982: Ricardo Cruz
- 1982-1982: Sergio Abdala
- 1982-1982: Arnoldo Sánchez
- 1982-1983: Patricio Durán
- 1983-1984: Javier Fernández
- 1984-1985: Antonio Peredo
- 1985-1990: Miguel Donoso
- 1990-1992: Mario Gutiérrez
- 1992-1993: Roberto Becerra
- 1993-1994: Fernando Jiménez
- 1994-1996: Roberto Becerra
- 1996-2001: José Abdalah
- 2001-2002: Esteban González
- 2003-2006: Fernando Jiménez
- 2007-2009: Elías Vistoso
- 2009: Arnoldo Sánchez

Síndico de quiebra
- 2009-2010: Cristián Herrera
- 2010: Lionel Stone

Rojinegro S.A.D.P
- 2010-2014: Ricardo Pini
- 2014-2017: Jorge Yunge
- 2017-2018: Gabriel Court
- 2018- Actualidad: Felipe Muñoz

(*) La falta de actas oficiales del club entre 1902 y 1929 no permiten establecer con claridad la duración de la presidencia.